# 松平親盛
松平親盛（1503年?—1530年10月26日），日本戰國時代的武將。福釜松平家的家祖。父親是松平長親。三河國碧海郡福釜（現今愛知縣安城市福釜）領主（『寬政重修諸家譜』）。

## 生平
在文龜3年（1503年）出生，次男家中。繼承父親長親的福釜和東端（安城市東端町等），以福釜城為居城（『三河物語』）。對松平宗家非常忠誠，在兄長信忠的兒子清康平定東三河時，以先手役的身份，從大手門進攻熊谷氏的居城宇利城（現今新城市中宇利），不過因為弟弟信定的救援來遲而戰死。清康對其死相當哀惜，並當面責罵叔父信定（『三河物語』）。
墓所在愛知縣安城市的寶泉院（福釜良心寺）。

## 關於死亡的諸種説法
『寬政重修諸家譜』沒有記載親盛的死去年份和死因。而『三河物語』則記載，清康在20歲期間，進攻尾張國岩崎（現今日進市岩崎）、品野（現今瀨戶市品野）兩鄉，之後討伐東三河宇利的熊谷氏，而進攻宇利城大手的親盛則身負多處傷害，主從約12人一同戰死。因為清康是在永正8年（1511年）出生，可計算出親盛在此戰中戰死的年份是在享祿3年（1530年）期間。
另一方面，『朝野舊聞裒稿』根據『西蓮寺系圖附錄』，在此戰中戰死的是親盛的嫡子親次。『西蓮寺系圖附錄』亦記載親盛在享祿3年11月發出的証文，可見親盛在此時仍然生存。
平野明夫對於親盛証文的紙質、字體提出許多可疑之處，並列舉安城古文書研究會所編的 『西蓮寺文書』（安城市教育委員會，1991年）的見解，如果假設此時親次已經戰死，而享年28歲，則應是文龜3年（1503年）出生，與在延德2年（1490年）出生的叔父信忠相差14歲，因此不太可信。由此，平野認為在宇利城戰死是親盛，享年是28歲。

## 人物
- 被『三河物語』評為「擅長戰爭，沒有能超越的人」（戦については凄腕で他に越す者がいない）。

## 外部連結
- 四代松平親忠以降に分かれた松平一族 （页面存档备份，存于）